# Morten Østergaard
Morten Østergaard Kristensen (født 17. juni 1976 i Aarhus) er en dansk politiker og tidligere politisk leder af Radikale Venstre. Han blev valgt til Folketinget ved valget i 2005 og var uddannelses- og forskningsminister 2011-2014, derefter skatteminister og derpå økonomi- og indenrigsminister 2014-2015.
Morten Østergaard efterfulgte Margrethe Vestager som radikal partileder i 2014, da denne blev udpeget til konkurrencekommissær i EU. I oktober 2020 trak han sig som leder af partiet efter en sag om seksuel krænkelse af en partifælle, som han først havde forsøgt at skjule. I november 2020 sygemeldte han sig fra Folketinget, og i juni 2021 meddelte han, at han forlod Christiansborg for i stedet at blive klimarådgiver i ingeniørvirksomheden cBrain.

## Baggrund
Morten Østergaard blev født den 17. juni 1976 i Aarhus som søn af overlæge i kardiologi, dr.med. Bent Østergaard Kristensen og lektor Ingrid Bayer Kristensen.
Hans oldefar var folketingskandidat for Det Konservative Folkeparti og hans morfar for De Uafhængige.
Mellem 1981 og 1992 gik Morten Østergaard på Jellebakkeskolen i Risskov ved Aarhus.
Han kom derefter på high school-ophold i USA fra 1992 til 1993 og fortsatte på Risskov Amtsgymnasium frem til 1996.
Hans ambitioner om at blive FN's generalsekretær fik hans klassekammerater i gymnasiet til at kalde ham Morten Morten Østergaard efter Boutros Boutros-Ghali, den daværende generalsekretær.
Fra 1997 til 2006 studerende Østergaard statskundskab på Aarhus Universitet.
Fra 2001 til 2005 var han markedschef for Dafolo A/S i Aarhus.
Mens han arbejdede hos Dafolo udgav han i 2004 bogen Digital forkalkning : en debatbog om digital forvaltning i Danmark med Jeppe Dørup Olesen som medforfatter.
Østergaard er gift med juristen Line Legarth Stigel. De har to børn og hus på Amager.

## Politisk karriere

### Medlem af Folketinget
Morten Østergaard meldte sig ind i det Radikale Venstre under sin gymnasietid og var aktiv i partiets ungdomsafdeling i Aarhus.
Han blev folketingskandidat for det Radikale Venstre i 1999 i Århus Vestkredsen.
Han var gennem første halvdel af 2000'erne i flere kortere perioder midlertidigt medlem af Folketinget for Århus Amtskreds,
første gang 21. januar 2002 til 27. januar 2002, anden gang 20. april 2002 til 26. april 2002, derefter fra 25. januar 2003 til 31. januar 2003 og 26. januar 2004 til 1. februar 2004.
Endelig ved Folketingsvalget 2005 blev Østergaard valgt ind for Århus Amtskreds.
I 2007 skiftede han valgkreds til Århus Østkredsen og blev ved Folketingsvalget 2007 i efteråret genvalgt, da for Østjyllands Storkreds.
Samme år var han blevet omtalt som "den radikale komet", spået en "glorværdig karriere" med udsigt en ministerpost og i juni 2007 var han blevet forfremmet til næstformand i partiets folketingsgruppe.
Det var efter at have slået den ellers mulige "kronprins" i partiet, Morten Helveg Petersen.

### Minister i regeringen
Ved folketingsvalget i 2011 fik han 8777 personlige stemmer.
Efter valget udgjorde han og Margrethe Vestager det Radikale Venstres faste hold i regeringsforhandlingerne med Socialdemokraterne og SF på Hotel Crowne Plaza.
Da Helle Thorning-Schmidt endelig dannede regering, blev Østergaard den 3. oktober 2011 udpeget som minister for forskning, innovation og videregående uddannelser.
Østergaard stoppede som næstformand i forbindelse med sin ministerudnævnelse i 2011.[kilde mangler]
I forbindelse med ministerrokaden 3. februar 2014, hvor SF og dermed skatteminister Jonas Dahl trådte ud af regeringen, blev Østergaard udpeget som ny skatteminister.

### Partiets formand
Da Margrethe Vestager i 2014 blev udpeget til at være Danmarks kandidat som EU-kommissær, overtog Østergaard ledelsen af partiet.
Han overtog samtidig Margrethe Vestagers ministerium, og fik posten som økonomi- og indenrigsminister, som han beklædte indtil d. 28. juni 2015.
Ved Folketingsvalget 2015 opnåede Østergaard 8.006 personlige stemmer Østjyllands Storkreds og fik et kredsmandat.
Ved Folketingsvalget 2019 øgede han sit stemmetal til 17.781 personlige stemmer.
I modsætning til efter Folketingsvalget 2011 kom Østergaard og hans parti ikke i regering, men i stedet fungerede som støtteparti funderet på forståelsespapiret "Retfærdig retning for Danmark", hvor Østergaard var blandt de fire underskrivere.

## Sexismesager
Den 7. oktober 2020 trak Morten Østergaard sig som politisk leder for De Radikale. Dette efter en sag, hvor han ni år forinden havde taget Lotte Rod på låret til en fest. Lotte Rod havde tidligere udtalt, at hun var blevet taget på ”i både Radikale og Radikal Ungdom”, men uden at sætte navn på. Morten Østergaard forsøgte at skjule, det var ham ved at nedsætte en intern undersøgelse af sagen og udtalte 6. oktober, at han havde givet krænkeren "en påtale". Dagen efter udpegede Lotte Rod under Radikales krisemøde direkte Østergaard som krænkeren. Senere på dagen trak Morten Østergaard sig som politisk leder.
Efter afgangen dukkede yderlige to krænkelsessager op, omhandlende Ida Auken og Katrine Robsøe.
Radikale Venstre offentliggjorde efterfølgende en redegørelse, hvor det fremgik, at Østergaard tidligere havde fået i alt tre reprimander på baggrund af sager om seksuel chikane. Umiddelbart efter offentliggørelsen af redegørelsen sygemeldte Østergaard sig. I november 2020 sygemeldte han sig fra Folketinget, og hans suppleant Susan Kronborg blev indkaldt i stedet. I juni 2021 meddelte Østergaard, at han stoppede helt i Folketinget for i stedet at tiltræde som klimarådgiver i ingeniørvirksomheden cBrain A/S.

## Kontroverser
I juni 2018 blev Morten Østergaard kritiseret for sin retorik, da han i et interview i Børsen den 6. juni omtalte et muligt samarbejde mellem Socialdemokratiet, SF og Dansk Folkeparti som et "rødbrunt kabinet". Udtalelsen blev af flere politikere og historikere opfattet som en reference til brunskjorter og dermed nazismen. Morten Østergaard svarede, at kritikken hørte til i "afdelingen for bevidste misforståelser".